# Паристрион
Паристрион или Парадунавон (грчки: Παριστριον (поред Истра); Παραδουναβον) је била византијска тема која је постојала у периоду од 10. до 12. века. Обухватала је просторе данашње Добруџе.

## Историја
Византијски извори користе овај термин како би описали земље дуж Дунава у целини. Међутим, тему Паристрион су изгледа чиниле територије данашње Добруџе. Не зна се тачно када је настала тема Паристрион. Румунски историчар Николај Банеску сматра да је формирана по завршетку Руско-византијског рата (970-971) тј. након Цимискијеве реокупације Балканског полуострва. Васил Златарски сматра да је настала средином 11. века, да је била под управом катепана и да је центар теме био у Силистрији у којој је потврђено постојање стратега седамдесетих година 10. века. Након победе над Русима, цар Јован Цимискије (969-976) поставља Лава Саракенопула за команданта у североисточној Бугарској. Саракенопул и његови људи обнављају напуштена римска утврђења у Парастриону.
Током устанка комитопула Паристрион је под контролом устаника између 986. и 1001. године када је поново успостављена византијска контрола. Тридесетих година 11. века Паристрион нападају Печенези. Становништво се повлачи у утврђена места, а Печенезима је дозвољено да се населе са статусом савезника. Почетком седамдесетих година Печенези су подигли побуну против византијских власти. Опасност је отклоњена битком код Левуниона из 1091. године када им је Алексије Комнин нанео велики пораз. Упркос повременим упадима Кумана, Паристрион је остао релативно миран у 12. веку. Покрајина је напуштена крајем 12. века.